# Феодосьев, Евгений Петрович
Евгений Петрович Феодосьев, в документах флота также Феодосьев 1-й (3 [15] февраля 1842, Николаев, Николаевское и Севастопольское военное губернаторство — 16 [29] января 1914, Николаев, Херсонская губерния) — императорский морской офицер, вице-адмирал (1902), чиновник и общественный деятель.

## Биография
Родился в Николаеве в семье чиновника 8 класса начальника типографии при Депо Карт Черноморского Флота Петра Евсеевича Феодосьева (1795-10.06.1861). В этом депо Карт на момент 1830-х годов работала целая династия Феодосьевых, Тарас Феодосьев - родной дядя Петра Евсеевича, его сын Клим Тарасиевич Феодосьев - корректор депо Карт, двоюродный брат Петра Евсеевича у которого была дочь Евдокия (1.03.1837г.р.) В Николаеве на углу улиц Наваринской и Спасской (номер 28) находилось поместье построенное отцом Петром Феодосьевым. Здание до наших дней не сохранилось.
Службу начал кадетом в 1854 году, в 1860-м произведен в гардемарины. С 1862 года — офицер,лейтенант 2-го флотского экипажа Крондштатского порта(1873), капитан-лейтенант (1876), капитан 2-го ранга (1885), капитан 1-го ранга (1890), контр-адмирал (1897), вице-адмирал (11.02.1902). С 1861-го — участник заграничного плавания в Северную Америку, находился в эскадре адмирала С. С. Лесовского, где и пробыл весь период войны Севера против Юга за освобождение негров. Старшим офицером совершил кругосветное плавание на клипере «Жемчуг», затем плавал на учебно-артиллерийском фрегате «Севастополь». В 1872 году перевелся с Балтийского флота на Черноморский; был участником военных действий в период русско-турецкой войны 1877—1878 годов, получил контузию.
Участник компаний на Кавказе и русско-турецкой войны 1877—1878 годов. С 1877 года командовал последовательно шхуной «Утка» (1877—1878), «Никополь», шхунами «Псезуапе» (1883—1886), «Бомборы» (1886—1889), канонерской лодкой «Кубанец», броненосными линейными кораблями «Три Святителя» и «12 Апостолов» (1894—1897). Командир 30 и 34-го флотского экипажа.
С 1897 года исправляющий должность капитана Николаевского Порта и военный губернатор Николаева[когда?][уточнить] (должность на момент 1.06.1898 г. взята из записи в метрической книге ГАНО Ф. 484, о. 1, д. 1358 Рождения, бракосочетания, смерти 1898 запись № 8 где указан он в этой должности на момент крещения им Марии Ерыщук — родной племянницы своей жены). Исполняя должность старшего флагмана Черноморской флотской дивизии, инспектировал все флотские экипажи. Е. П. Феодосьев умело совмещал должности севастопольского градоначальника, капитана над Николаевским портом, командира Севастопольского порта.
Командир Севастопольского порта и Севастопольский градоначальник с 28.09.1899 по 11.02.1902 года.
С 1913 по 1914 год гласный Николаевской Городской Думы и Председатель церковного попечительства. В 1902 году ему было присвоено звание вице-адмирала, после чего Евгений Петрович ушел в отставку и поселился в г. Николаеве. Здесь он полностью посвятил себя общественной работе, занимаясь проблемами Николаевского округа Императорского Российского общества спасания на водах. Вице-адмирал Феодосьев учредил его отделы в городах Очакове и Вознесенске, в самом Николаеве он устроил музей округа, где организовал чтение лекций. Кроме того, он являлся одним из инициаторов создания в Николаеве художественного музея им. В. В. Верещагина. Будучи в отставке, много внимания уделял простым матросам и нуждающимся сослуживцам, не жалея собственных средств на их поддержку. Добившись в 1914 году основания школы плавания (на это было истрачено много личных средств, в частности, на хлопоты об отводе земли в Спасске), отставной вице-адмирал не дожил до её открытия лишь несколько месяцев.Был землевладельцем в деревне Надиновка Елисаветградского Уезда Херсонской Губернии по состоянию на 08.12.1903г.
Умер в Николаеве в возрасте 71 года 16 января 1914 года от паралича сердца. Могила Е. П. Феодосьева на Кладбище Николаевский Некрополь где он был похоронен не обнаружена(утрачена).

## Награды
- орден Святого Владимира 4-й ст. с бантом «За бытность в сражениях»;
- орден Святого Владимира 3-й ст.;
- орден Святого Станислава 1-й и 2-й ст. с мечами за храбрость;
- орден Святого Станислава 3-й ст.;
- орден Святой Анны 2-й и 3-й ст.;
- орден турецкий Меджидие 1-й ст.;
- орден греческий Спасителя;
- орден болгарский — «За военные подвиги» 1-й ст. с мечами;
- орден бухарский Золотой Звезды 1-й ст.
- медаль — золотая на Владимирской ленте с надписью: «За спасение погибающих»
- медаль — золотая в память 300-летия царствования дома Романовых;
- медаль — серебряная «За покорение Западного Кавказа»;
- медаль — серебряная в память царствования Императора Александра III
- медаль — серебряная в память Святых коронаций Их Императорских Величеств;
- медаль — бронзовая в память турецкой войны 1875—1878 гг.;
- медаль — бронзовая в память Императора Николая I;
- крест с мечами «За покорение Кавказа»;

## Семья
- Жена — Надежда Михайловна Феодосьева (в девичестве Макарова 1848 г.р.) дочь колежского регистратора отставного подполковника корпуса флотских штурманов Михаила Александровича Макарова(1832-13.08.1896),брак от 29 апреля 1873 года.
- дети — Михаил (31.08.1874 ) присяжный поверенный, Евгений (1876 — 2.12.1897) окончил Петровский Полтавский кадетский корпус в 1896 г. Поступил в Морской корпус- гардемарин Морского Корпуса, умер от тифа, Надежда (18.06.1881), Анна (29.01.1883), Владимир (30.6.1885-9.01.1886), Николай (6.05.1887) — мичман (1909), произведён в лейтенанты 14.04.1913.
- родная сестра- Анна Петровна Феодосьева (1850-26.05.1915)
- родная сестра Наталья Петровна Феодосьева(крестная Михаила)